# Massacre de Camp Grant
Guerres apaches
Le massacre de Camp Grant est un événement des guerres apaches qui eut lieu le 30 avril 1871 à Camp Grant (en) dans le Territoire de l'Arizona. Des Apaches installés pacifiquement à proximité du camp américain furent attaqués par un groupe d'habitants de Tucson accompagnés de Mexicains et de Tohono O'odham qui souhaitaient mettre un terme à des attaques menées par d'autres groupes d'Apaches. 125 Apaches ont été tués, majoritairement des femmes et des enfants, et 27 enfants ont été capturés pour être vendus comme esclaves.
Sous la pression du président Ulysses S. Grant, les responsables de l'attaque ont été jugés mais le jury a déclaré les accusés non coupables.

## Contexte
Dans les années 1850, des pionniers américains commencent à s'installer dans le sud de l'Arizona et l'armée des États-Unis établit des postes militaires dans la région, afin de protéger les colons et soumettre les Apaches. Ainsi, en 1860, Fort Aravaypa est érigé à la confluence des rivières San Pedro et Aravaipa Creek (en), à une centaine de kilomètres au nord-est de Tucson. Les Aravaipas, un groupe d'Apaches qui vivent à cet endroit sont chassés et se réfugient dans les montagnes où les conditions de vie sont difficiles. En 1865, le fort est renommé Camp Grant, en l'honneur d'Ulysses S. Grant.
En février 1871, cinq femmes âgées à la recherche d'un garçon qui aurait été enlevé par des soldats se rendent sous la protection d'un drapeau blanc à Camp Grant. Le lieutenant Royal Emerson Whitman (en) qui est responsable du camp les reçoit avec bienveillance et invite l'ensemble de la tribu à venir s'installer à proximité du camp. Au mois d'avril, près de 500 Apaches, conduits par Eskiminzin, vivent en paix à environ 8 km de Camp Grant,.
Cependant, d'autres groupes d'Apaches continuent de mener des raids dans le sud de l'Arizona et William Oury, un habitant de Tucson à la tête d'un Comité de sécurité publique, décide d'attaquer les Amérindiens installés à Camp Grant, les accusant d'être responsables des précédentes attaques.

## Attaque
Dans l'après-midi du 28 avril 1871, un groupe composé de 6 Américains, 48 Mexicains et 94 Tohono O'odham se met en marche et à l'aube du 30 avril, ils atteignent le campement apache. Ils se mettent alors à attaquer les Aravaipas endormis et sans armes,. En une demi-heure, 125 Apaches sont tués et 29 enfants sont capturés,. Comme la plupart des hommes du campement étaient partis chasser, la majorité des victimes sont des femmes ; seuls huit hommes ont été tués. Sur les 29 enfants capturés, 2 parviennent à s'enfuir, 5 se retrouvent aux mains d'habitants de Tucson et sont remis plus tard aux autorités américaines, et les 22 autres sont vendus comme esclaves au Mexique. Les quelques Apaches survivants partent se réfugier dans les montagnes.
À cause de la distance séparant le campement apache de Camp Grant, l'armée n'a pas entendu les coups de feu ni les cris des Amérindiens. Prévenu de l'attaque imminente, Whitman a toutefois envoyé des hommes prévenir les Apaches pour qu'ils viennent se réfugier à l'intérieur du fort mais à leur arrivée, il était déjà trop tard.

## Conséquences
Le résultat de l'attaque ravit les habitants de Tucson et la presse locale s'en prend à Whitman, le jugeant responsable de la situation. Cependant, la nouvelle du massacre arrive dans l'Est où elle horrifie une partie de l'opinion. Le président Ulysses S. Grant menace de déclarer la loi martiale en Arizona si les responsables ne sont pas jugés. Le 23 octobre 1871, un grand jury prononce 111 inculpations, dont 108 pour meurtre et trois pour délits mineurs. En décembre, un procès se tient pendant une semaine et après une vingtaine de minutes de délibération, le jury déclare les accusés non-coupables.

## Dans la culture
L'auteur Elliott Arnold (en) s'est basé sur cet événement pour écrire The Camp Grant Massacre : a Novel en 1976.